# هررا د بالدکانیاس
هررا د بالدکانیاس (به اسپانیایی: Herrera de Valdecañas) یک شهرستان در اسپانیا است که در استان پالنسیا واقع شده‌است.

## خصوصیات
هررا د بالدکانیاس ۲۷ کیلومترمربع مساحت و ۱۸۰ نفر جمعیت دارد.